# Helmuth Perz
Helmuth Perz, född 6 september 1923, död 28 januari 1998, var en friidrottare från Österrike. Han deltog vid olympiska sommarspelen 1952.